# Fumiko Hayashi (Managerin)

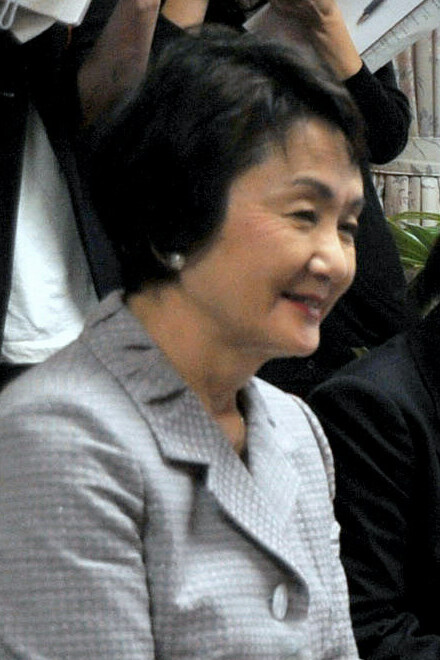
Fumiko Hayashi

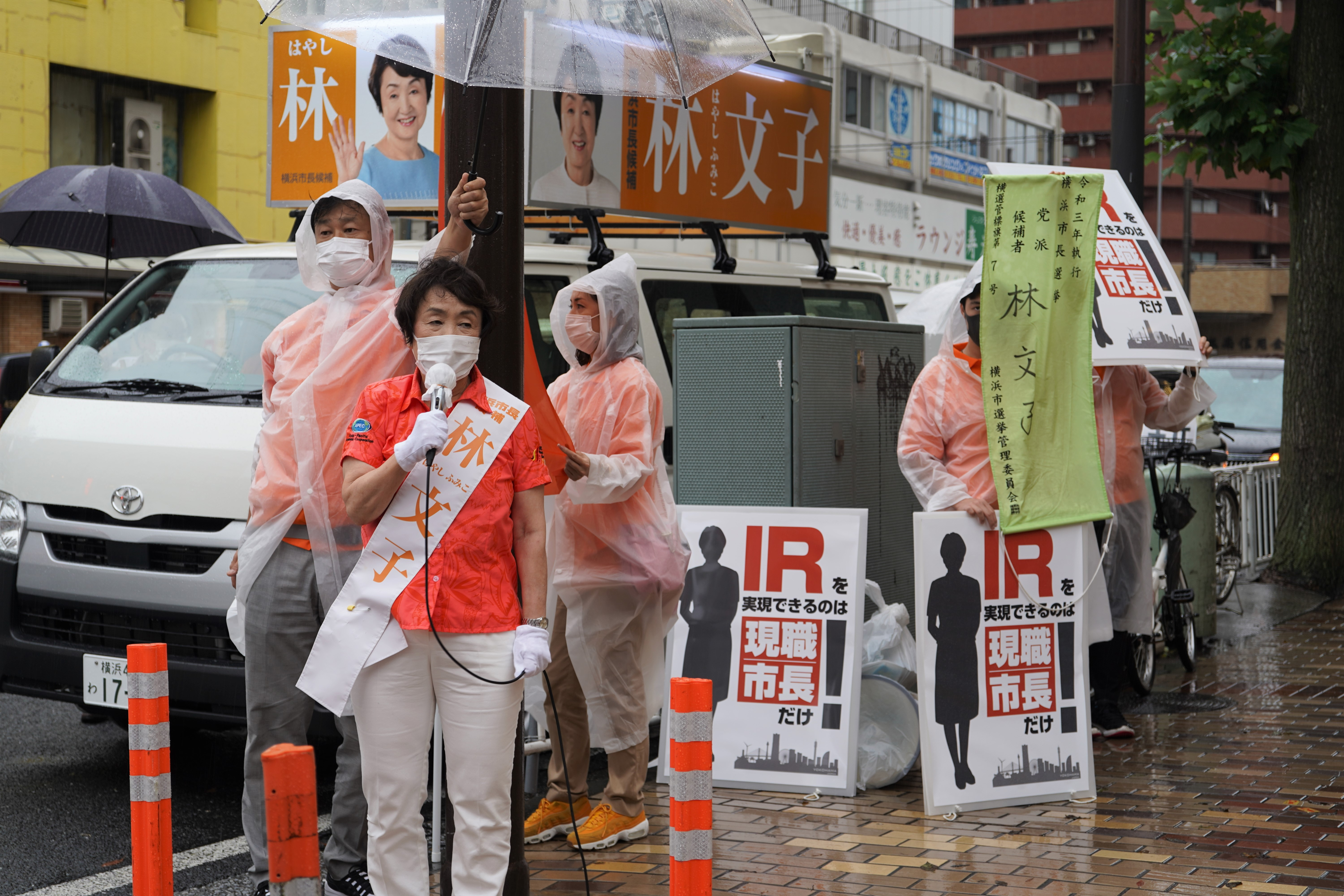
Hayashi im Wahlkampf 2021; auf ihren Wahlplakaten steht etwa: „IR kann nur die amtierende Bürgermeisterin realisieren!“ (IRを実現できるのは現職市長だけ!)

Fumiko Hayashi (jap. 林 文子, Hayashi Fumiko; * 5. Mai 1946 in der Präfektur Tokio) ist eine japanische Politikerin und ehemalige Managerin. Sie war von 2009 bis 2021 Bürgermeisterin von Yokohama. Vorher war sie Präsidentin von BMW Tokyo und Vizevorsitzende der japanischen Supermarktkette Daei.
Hayashi arbeitete nach dem Abschluss der Aoyama-Oberschule der Präfektur Tokio (Tōkyōtoritsu Aoyama kōtō-gakkō) für Tōyō Rayon, Matsushita Denki Sangyō und Tateishi Denki. Ab 1987 arbeitete sie für BMW Tōkyō, das sie ab 2003 als leitende Direktorin (daihyō-torishimariyaku-shachō) leitete. 2005 wechselte sie zu Daiei, 2008 zu Nissan Jidōsha, deren Tokioter Verkaufstochter sie bis 2009 leitete.
In der von Forbes aufgestellten Rangliste der 100 mächtigsten Frauen steht sie auf Platz 39. Sie ist somit die am höchsten eingestufte Japanerin.
Im August 2009, gleichzeitig mit der nationalen Unterhauswahl, wurde sie mit Unterstützung der Demokratischen Partei als Nachfolgerin des zurückgetretenen Hiroshi Nakada zur Bürgermeisterin der Stadt Yokohama gewählt. Das Amt trat sie am 1. September 2009 an.
2013 und 2017 wurde sie mit großen Mehrheiten wiedergewählt. Bei der Wahl 2021 landete sie in einem mit relativ prominenten Kandidaten besetzten und nationalpolitisch aufgeladenen Wahlkampf mit nur rund 13 % der Stimmen hinter dem von den nationalen Mitte-links-Oppositionsparteien unterstützten Kandidaten Takeharu Yamanaka (34 %) und dem vom nationalen LDP-Vorsitzenden und lokalem Abgeordneten (Wahlkreis Kanagawa 2) Yoshihide Suga unterstützten ehemaligen Minister Hachirō Okonogi (22 %) nur auf dem dritten Platz. Sie war eine von nur zwei Kandidaten, die die Fortführung der von ihr eingeleiteten Planung für ein Integrated Resort (IR), einen auf ein Casino zentrierten Freizeitkomplex, unterstützte. Das Casino, von Befürwortern als Jobmaschine, Touristenmagnet und Steuereinnahmenbringer gepriesen, von Gegnern als potentieller Kriminalitätsherd, Förderer des – abgesehen von regulierten staatlichen Lotterien/Sportwetten und Grauzonen (Pachinko) bis vor kurzem illegalen – Glücksspiels und Investitionsfalle für besser anders einzusetzende Mittel verurteilt, war neben der fortgesetzten Covid-19-Pandemie ein zentrales Wahlkampfthema.